# Lotyšsko na zimních olympijských hrách
Lotyšsko na zimních olympijských hrách startuje od roku 1924. Toto je přehled účastí, medailového zisku a vlajkonošů na dané sportovní události.

## Účast na Zimních olympijských hrách
| Dějiště ZOH | ZOH      | Vlajkonoš                   | Zlatá medaile | Stříbrná medaile | Bronzová medaile | Celkem |
| --- | -------- | --------------------------- | ------------- | ---------------- | ---------------- | ------ |
| 1924 Chamonix | ZOH 1924 | Roberts Plume               | 0             | 0                | 0                | 0      |
| 1928 Svatý Mořic | ZOH 1928 | nebyl                       | 0             | 0                | 0                | 0      |
| 1932 Lake Placid | ZOH 1932 | –                           | –             | –                | –                | –      |
| 1936 Garmisch-Partenkirchen                                                                                           | ZOH 1936 | Leonidy Vedējs              | 0             | 0                | 0                | 0      |
| V období 1940–1990 bylo Lotyšsko součástí Sovětského svazu, který lotyšští sportovci reprezentovali na VII.–XV. hrách |          |                             |               |                  |                  |        |
| 1992 Albertville | ZOH 1992 | Jānis Ķipurs                | 0             | 0                | 0                | 0      |
| 1994 Lillehammer | ZOH 1994 | Zintis Ekmanis              | 0             | 0                | 0                | 0      |
| 1998 Nagano | ZOH 1998 | Sandis Prūsis               | 0             | 0                | 0                | 0      |
| 2002 Salt Lake City                                                                                                   | ZOH 2002 | Harijs Vītoliņš             | 0             | 0                | 0                | 0      |
| 2006 Turín | ZOH 2006 | Artūrs Irbe                 | 0             | 0                | 1                | 1      |
| 2010 Vancouver | ZOH 2010 | Martins Dukurs              | 0             | 2                | 0                | 2      |
| 2014 Soči | ZOH 2014 | Sandis Ozoliņš              | 0             | 2                | 2                | 4      |
| 2018 Pchjongčchang | ZOH 2018 | Daumants Dreiškens          | 0             | 0                | 1                | 1      |
| 2022 Peking | ZOH 2022 | Lauris Dārziņš Elīza Tīruma | 0             | 0                | 1                | 1      |
| 2026 Milán | ZOH 2026 |                             |               |                  |                  |        |
| Celkem | 12       |                             | 0             | 4                | 5                | 9      |
| Zdroj na Olympedia.org                                                                                                |          |                             |               |                  |                  |        |